# Va succeir a prop de casa teva
Va succeir a prop de casa teva (títol original: C'est arrivé près de chez vous, en anglès es va traduir com Man Bites Dog) és una pel·lícula belga de 1992 dirigida per Rémy Belvaux, André Bonzel i Benoît Poelvoorde. És un fals documental on un grup de periodistes segueix la rutina d'un assassí despietat. Ha estat doblada al català.
Va participar en el Festival de Sitges de 1992, i va ser guardonada amb el premi a millor pel·lícula i a millor actor (Benoît Poelvoorde).

## Argument
Ben (Benoît Poelvoorde) és un assassí en sèrie excèntric i enginyós que comet assassinats per aconseguir diners.
Un equip de filmació s'uneix a ell en les seves aventures sàdiques, gravant amb molt detall com realitza els assassinats. Ben els porta a trobar-se amb la seva família i amics, mentre que veiem com ell gaudeix cometent assassinats a diferents persones, encara que sol centrar-se en gent de classe mitjana i d'avançada edat. L'espectador és testimoni d'aquests assassinats esborronadors amb alt grau de violència.
Hi ha molt monòleg cap a càmera, on Ben explica que aquesta és la seva manera de guanyar diners i ho explica amb una fredor sàdica, com si matar a gent fos un treball normal. Per exemple explica com es desfà dels cossos, llançant-los als canals o a la pedrera. O perquè tria a les persones grans com a objectiu principal, ja que aquestes són més vulnerables i solen tenir més diners que les persones joves.
L'equip de filmació s'involucra més i més en els assassinats, primer en qualitat de còmplices, però finalment acabaran formant part activa en aquests assassinats.

## Repartiment
- Benoît Poelvoorde: Ben
- Rémy Belvaux: Rémy (periodista)
- André Bonzel: André (càmera)
- Jacqueline Poelvoorde-Pappaert: mare de Ben
- Nelly Pappaert: àvia de Ben
- Hector Pappaert: avi de Ben
- Jenny Drye: Jenny
- Malou Madou: Malou
- Willy Vandenbroeck: Boby
- Rachel Deman: Mamie Tromblon
- André Laime: home moribund
- Edith Lemerdy: infermera
- Sylviane Godé: dona violada (Martine)
- Zoltan Tobolik: marit de la dona violada
- Valérie Parent: Valérie
- Alexandra Fandango: Kalifa
- Riccardo Cotica: nen ofegat
- Olivier Cotica: Bénichou (fills de Kalifa - Ben posa en dubte la seva paternitat)
- Jean-Marc Chenut: Patrick (tècnic de so nº1)
- Alain Oppezzi: Franco (tècnic de so nº2)
- Vincent Tavier: Vincent (tècnic de so nº3)